# Hubert Dupont
Hubert Dupont (Lyon, 1980. november 13. –) francia profi kerékpáros. 2019-ben visszavonult a versenyzéstől.

## Eredményei
2005
4. - Les Monts Luberon - Trophée Luc Leblanc
9. - Critérium des Espoirs
2006
1., hegyi összetettben - Vuelta al Pais Vasco
6., összetettben - Route du Sud
7. - Tour du Doubs
10., összetettben - Tour du Limousin
2007
4. - Tour du Doubs
2008
6., összetettben - Route du Sud
2009
5., Francia országúti bajnokság - Mezőnyverseny
7. - GP Miguel Indurain
10., összetettben - Tour de l'Ain

## Grand Tour eredményei
| Grand Tour | 2006 | 2007 | 2008 | 2009 | 2010 | 2011 | 2012 |
| ---------- | ---- | ---- | ---- | ---- | ---- | ---- | ---- |
| Giro       | 32.  | 25.  | -    | -    | 20.  | 12.  |      |
| Tour       | -    | -    | 55.  | 33.  | -    | 22.  |      |
| Vuelta     | 40.  | 17.  | 32.  | -    | 55.  | -    |      |